# Veterans Square (Metro de Filadelfia)
Veterans Square  es una estación en la Ruta 101 de la línea Verde del Metro de Filadelfia. La estación se encuentra localizada en Veterans y la Calle State en Media, Pensilvania.  La Autoridad de Transporte del Sureste de Pensilvania (por sus siglas en inglés SEPTA) es la encargada por el mantenimiento y administración de la estación.

## Descripción y servicios
La estación Veterans Square cuenta con aceras y 1 vía.

## Conexiones
La estación es abastecida por las siguientes conexiones: 
- Rutas de autobuses: ninguna